# Лысенко, Евгений Павлович
Евгений Павлович Лысенко (1 мая 1920 — 11 октября 1944) — командир 1289-го самоходно-артиллерийского полка (7-го механизированного Новоукраинского ордена Ленина, Краснознамённого, ордена Суворова  корпуса, 2-го Украинского фронта), подполковник, Герой Советского Союза.

## Биография
Родился 1 мая 1920 года в городе Краматорск Донецкой области.
В Красной Армии с октября 1937 года.
В 1939 году закончил Харьковское бронетанковое училище им.Сталина.
Принимал участие в советско-финской войне 1939—1940 годов. Указом от 7.09.1940 года награжден орденом Ленина.
Участник Великой Отечественной войны с июня 1941 года. В августе 1942 года ранен.
Член ВКП(б) с 1942 года.
В 1943 году закончил АКУКС при академии БТ и МВ им.Сталина. 11 октября 1944 года полк подполковника Е. П. Лысенко должен был обеспечить наступление в Румынии. Противник в этих боях потерял 29 танков, 20 полевых орудий, 6 миномётов, 16 пулемётов и около 470 солдат и офицеров. Подполковник Лысенко погиб на поле боя.
24 марта 1945 года за образцовое выполнение боевых заданий командования и проявленные при этом мужество и героизм подполковнику Лысенко Евгению Павловичу присвоено звание Героя Советского Союза посмертно.
Похоронен в г. Краматорске.

## Награды
Орден Отечественной войны 2-й степени (присвоен указом ВC 46-й армии №: 17/н от: 28.02.1944 года майору Лысенко, командиру 187-го отдельного танкового полка СУ-85 за отражение 4 контратак противника и уничтожение 15 танков, 2 САУ «Фердинанд», 5 артбатарей, 19 автомашин, 9 блиндажей и до 700 солдат противника.)
Орден Ленина (помощник начальника отдела штаба 21-го мех. корпуса лейтенант Лысенко награжден указом Президиума ВС СССР от: 31.08.1941 года за личное уничтожение 5 танков и 2 орудий.)
Орден Красного Знамени (капитан Лысенко — командир 259-го танкового батальона 143-й отдельной танковой бригады-награжден приказом ВС Калининского фронта №: 189 от: 31.05.1942 года за уничтожение 12 танков, 9 ПТО, 7 минометных батарей, 31 ДЗОТа и до 500 солдат противника).
Орден Красного Знамени (майор Лысенко награжден приказом ВС 3-го Украинского фронта №: 29/н от: 07.09.1944 года за уничтожение 11 танков, 3 САУ, 25 бронемашин, 150 арт. орудий, 11 зенитных орудий, 17 минометов, 231 автомашины, 302 повозок, до 2300 солдат и офицеров противника и за взятие в плен 1400 солдат противника и 300 бронетранспортеров.)

## Память

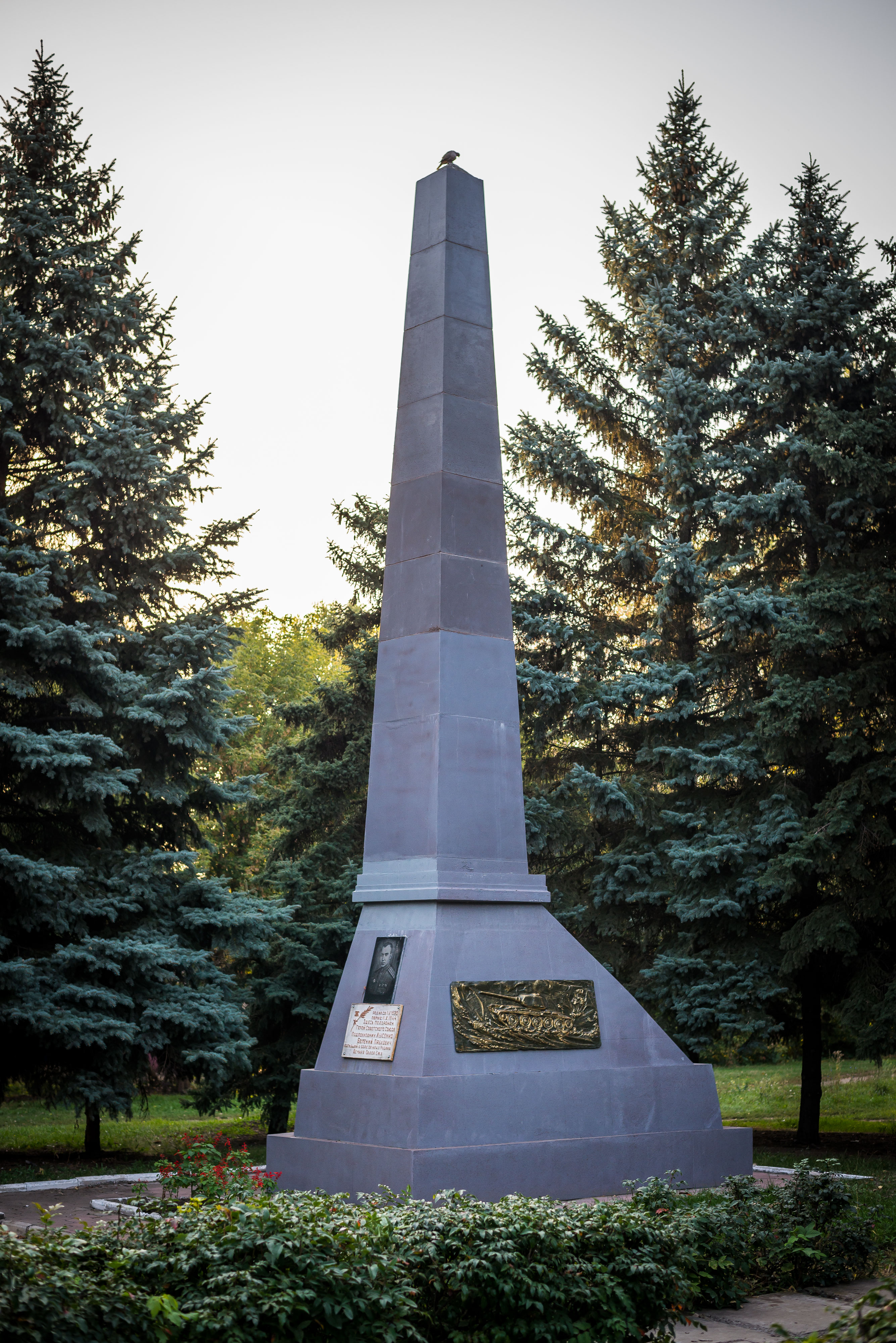
Краматорск, памятник на могиле Е. П. Лысенко, 1947
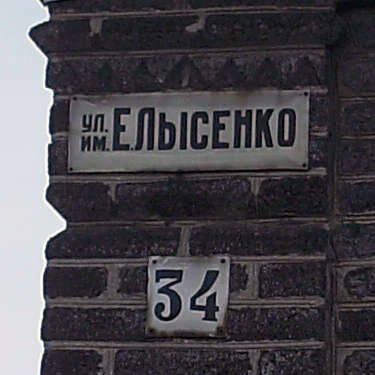
Краматорск, табличка улицы Лысенко